# Epipristis accessa
Epipristis accessa är en fjärilsart som beskrevs av Louis Beethoven Prout 1937. Epipristis accessa ingår i släktet Epipristis och familjen mätare. Inga underarter finns listade i Catalogue of Life.